# Струмяни (община)
Струмяни (болг. Община Струмяни) — община в Болгарии. Входит в состав Благоевградской области. Население составляет 6119 человек (на 15 мая 2008 года).
Административный центр — село Струмяни.
Площадь территории общины 366 км².
Граничит с общинами Благоевградской области: Кресна — на севере, Сандански — на юго-востоке, Разлог — на востоке, Петрич — на юго-западе. Западная граница с общиной Берово Республики Македония.
Кмет (мэр) общины Струмяни — Валентин Андреев Чиликов (коалиция в составе 3 партий: Граждане за европейское развитие Болгарии (ГЕРБ), Национальное движение «Симеон Второй» (НДСВ), ВМРО — Болгарское национальное движение) по результатам выборов.

## Состав общины
В состав общины входят следующие населённые пункты (сёла):
1. Велюштец
2. Вракуповица
3. Гореме
4. Горна-Крушица
5. Горна-Рибница
6. Добри-Лаки
7. Драката
8. Игралиште
9. Илинденци
10. Каменица
11. Клепало
12. Колибите
13. Кырпелево
14. Махалата
15. Микрево
16. Никудин
17. Палат
18. Раздол
19. Седелец
20. Струмяни
21. Цапарево